# Experimento de aprisionamento de Stanford
O Experimento da Prisão de Stanford foi uma experiência psicológica destinada a investigar o comportamento humano em uma sociedade na qual os indivíduos são definidos apenas pelo grupo. O experimento envolveu a atribuição, dos voluntários que concordaram em participar, a papéis de guardas e prisioneiros em uma prisão simulada. Foi realizado em 1971 por uma equipe de pesquisadores liderada pelo professor Philip Zimbardo, da Universidade Stanford. Os resultados inesperados foram tão dramáticos que o experimento teve que ser interrompido antes de sua conclusão.
Zimbardo visa algumas ideias do estudioso francês Gustave Le Bon do comportamento social, em particular a teoria da desindividualização, que argumenta que os indivíduos de um grupo coeso, constituindo uma multidão, tendem a perder a sua identidade pessoal, consciência e senso de responsabilidade, alimentando o surgimento de impulsos anti-sociais. Este processo foi analisado pelo famoso experimento, realizado no verão de 1971 no porão do Instituto de Psicologia da Universidade de Stanford, em Palo Alto, onde foi fielmente reproduzido o ambiente de uma prisão.

## Antecedentes
O experimento de aprisionamento da Universidade de Stanford foi um marco no estudo psicológico das reações humanas ao cativeiro, em particular, nas circunstâncias reais da vida na prisão. Foi conduzido em 1971, por uma equipe de pesquisadores liderados por Philip Zimbardo, da Universidade de Stanford. Voluntários faziam os papéis de guardas e prisioneiros - e viviam em uma prisão "simulada". Contudo, o experimento rapidamente ficou fora de controle e foi abortado.
Problemas éticos cercando o experimento de aprisionamento da Universidade de Stanford geram comparações com a Experiência de Milgram, que foi conduzido em 1963, na Universidade de Yale, por Stanley Milgram - amigo de Zimbardo nos tempos do ensino médio.
O experimento foi patrocinado pela Marinha Americana, para explicar os conflitos no sistema prisional da Corporação. Zimbardo e seu grupo procuravam testar a hipótese que guardas prisionais e seus cativos fossem auto-seletivos, com uma certa disposição que naturalmente levaria a péssimas condições em tal situação.

## A Seleção
Os participantes foram recrutados através de um anúncio de jornal e receberiam US$ 15,00 por dia (US$ 94.69 em valores atualizados - 2019), para participar de um "experimento simulado de aprisionamento". Dos 70 inscritos, Zimbardo e seu time selecionaram 24, que foram julgados como sendo mais estáveis psicologicamente e possuindo boa saúde.
Estes participantes eram, na sua maioria, brancos, de classe média, do sexo masculino.
Foram formados dois grupos de igual número de "prisioneiros" e "guardas".
Uma vez que este experimento se tomou na época da Guerra do Vietnã, a maioria dos jovens desejava ser prisioneiros, se opondo à guerra, originando assim a necessidade da seleção.
É interessante notar que o grupo dos prisioneiros, após terminado o experimento, pensava que os "guardas" haviam sido escolhidos devido sua forma física e tamanho, mas na realidade eles foram escolhidos jogando cara-ou-coroa e não havia diferença objetiva de estatura entre os dois grupos.

## A Prisão
A prisão, em si, localizava-se no subsolo do Departamento de Psicologia de Stanford, que fora convertido para esse propósito. Um estudante assistente de pesquisa era o "Diretor" e Zimbardo o "Superintendente".
Zimbardo criou uma série de condições específicas na esperança de que os participantes ficassem desorientados, despersonalizados e desindividualizados.

## Os Guardas
Aos guardas eram entregues bastões de madeira e uniformes de estilo militar de cor bege, que foram escolhidos pelos próprios "guardas" em uma loja local. Eles também receberam óculos de sol espelhados para evitar o contato visual (Zimbardo teve essa ideia a partir de um filme). Diferentemente dos prisioneiros, os guardas trabalhariam em turnos e poderiam voltar para suas casas nas horas livres, porém alguns preferiam voluntariar-se para fazer horas extras sem pagamento.

## Os Prisioneiros
Os prisioneiros deveriam vestir apenas roupões ao estilo do oriente médio, sem roupa de baixo e chinelos de borracha. Tais medidas fariam com que eles adotassem posturas corporais estranhas - segundo Zimbardo - visando aumentar o desconforto e a desorientação. Eles receberam números em vez de nomes. Estes números eram costurados aos seus uniformes e os prisioneiros tinham de usar meias-calças apertadas feitas de nylon em suas cabeças para simular que seus cabelos estivessem raspados, similarmente aos cortes utilizados na recruta militar.
Além disso, eles eram obrigados a utilizar correntes amarradas em seus tornozelos como um "lembrete permanente" de seu aprisionamento e subjugação.

## As Instruções
No dia anterior ao aprisionamento, os guardas foram convocados a uma reunião de orientação, mas não receberam nenhuma instrução formal. Apenas a violência física não seria permitida. Foi-lhes dito que seria sua responsabilidade o funcionamento da prisão e que, para tanto, eles poderiam recorrer a qualquer meio que julgassem necessário.
Zimbardo fez o seguinte discurso aos guardas durante a reunião:
"Vocês podem gerar nos prisioneiros sentimentos de tédio, de medo até certo ponto, transmitir-lhes uma noção de arbitrariedade e de que suas vidas são totalmente controladas por nós, pelo sistema, por vocês e por mim, e não terão privacidade alguma... Nós vamos privá-los de sua individualidade de diversas maneiras. De um modo geral, isso fará com que eles se sintam impotentes. Isto é, nesta situação nós vamos ter todo o poder e eles nenhum. - do vídeo "The Stanford Prison Study", citado em Haslam & Reicher, 2003.
Aos participantes que seriam os prisioneiros, apenas foi dito para que eles esperassem em suas casas até serem "convocados" no dia que o experimento começaria. Sem qualquer outro aviso, eles foram "acusados" de roubo armado e presos pelo verdadeiro departamento de polícia local de Palo Alto, que cooperou nesta parte do experimento.
Os prisioneiros passaram pelo processo de identificação regular da polícia, incluindo a tomada de impressões digitais e fotografias, e foram informados de seus direitos. Depois disso, foram levados até a "prisão simulada" onde foram revistados, higienizados e receberam suas novas identidades (números).

## A Crise começa
O experimento ficou rapidamente fora de controle. Os prisioneiros sofriam - e aceitavam - tratamentos humilhantes e sádicos por parte dos guardas e, como resultado, começaram a apresentar severos distúrbios emocionais.
Após um primeiro dia relativamente sem incidentes, no segundo dia, eclodiu uma rebelião. Guardas voluntariaram-se para fazer horas extras e trabalhar em conjunto para resolver o problema, atacando os prisioneiros com extintores de incêndio e sem a supervisão do grupo de pesquisa. Seguidamente, os guardas tentaram dividir os prisioneiros e gerar inimizade entre eles, criando um bloco de celas para "bons" e um bloco de celas para "ruins".

### Dividir para reinar
Ao dividirem os prisioneiros desta forma, os guardas pretendiam que eles pensassem que havia "informantes" entre eles. Estas medidas foram altamente eficazes e motins em grande escala cessaram. De acordo com os consultores de Zimbardo, a tática é similar à utilizada, com sucesso, nas prisões americanas reais.

### Humilhações como punição
A "contagem" dos prisioneiros, que havia sido inicialmente instituída para os ajudar a se acostumarem com seus números de identificação, transformou-se em cenas de humilhação, que duravam horas. Os guardas maltratavam os prisioneiros e impunham-lhes castigos físicos como, por exemplo, exercícios que obrigavam a esforços pesados.
Muito rapidamente, a prisão tornou-se um local insalubre e sem condições de higiene e com um ambiente hostil e sinistro. O direito de utilizar o banheiro tornou-se um privilégio que poderia ser - e frequentemente era - negado. Alguns prisioneiros foram obrigados a limpar os banheiros sem qualquer proteção nas mãos. Os colchonetes foram removidos para o bloco de celas dos "bons" e os demais prisioneiros eram obrigados a dormir no concreto, sem roupa alguma.
A comida era frequentemente negada, sendo usada como meio de punição. Alguns prisioneiros foram obrigados a despir-se e chegou a haver atos de humilhação sexual.

### O envolvimento do pesquisador
Zimbardo descreveu que ele mesmo estava se sentindo cada vez mais envolvido na experiência, que dirigiu e na qual foi igualmente participante ativo. No quarto dia, ele e os guardas, ao ouvirem um rumor sobre um plano de fuga, tentaram, alegando necessidade de maior "segurança", transferir o experimento inteiro para um bloco prisional verdadeiro, pertencente ao departamento da polícia local e fora de uso. A polícia local não acatou a ideia, e Zimbardo relatou ter-se sentido irritado e revoltado pelo que ele via como "falta de cooperação" das autoridades locais. À medida que o experimento prosseguia os guardas iam dando mostras de um crescente sadismo, especialmente à noite, quando eles pensavam que as câmeras estavam desligadas. Os investigadores afirmaram que aproximadamente um terço dos guardas apresentou tendências sádicas "genuínas". Muitos dos guardas ficaram bastante desapontados quando a experiência foi terminada antes do previsto.
Um dos pontos que Zimbardo ressaltou como prova de que os participantes haviam internalizado seus papéis é que, ao ser-lhes oferecida a "liberdade condicional" em troca do pagamento dos dias que faltavam para a experiência terminar, a maioria dos "prisioneiros" aceitou o acordo. Eles receberiam apenas pelos dias em que haviam participado. Porém, ao ser-lhes comunicado que a "liberdade condicional" havia sido rejeitada e que se eles fossem embora não receberiam nada, os prisioneiros permaneceram no experimento. Zimbardo alega que eles não tinham quaisquer razões para continuarem participando se estavam dispostos a prescindir do pagamento para abandonarem a prisão.
Um prisioneiro chegou a desenvolver coceira cutânea de origem psicossomática por todo o corpo, ao descobrir que não poderia deixar o experimento ou não receberia nenhum dinheiro. Zimbardo ignorou, alegando que ele apenas estava "fingindo" estar doente para poder escapar. Choro incontrolável e pensamento desorganizado também foram sintomas comuns entre os prisioneiros. Dois deles sofreram tal trauma que tiveram de ser removidos e substituídos.

### O horror e a greve
Um dos prisioneiros substitutos, com o número 416, ficou tão horrorizado com o tratamento que os guardas estavam dando que resolveu iniciar uma greve de fome. Ele foi trancado em um compartimento exíguo, que servia como "solitária", durante três horas, enquanto os guardas o obrigaram a segurar as salsichas que tinha recusado comer. Os demais prisioneiros consideravam-no um "causador de problemas".
Para explorar esse sentimento, os guardas fizeram uma oferta: os prisioneiros poderiam abrir mão das suas mantas para que o substituto fosse libertado da solitária, ou ele seria mantido lá durante a noite toda. Os prisioneiros escolheram ficar com as suas mantas. Zimbardo interveio e o substituto pôde voltar para sua cela.

## O final
Quando Zimbardo resolveu abortar o experimento, foi chamada uma pesquisadora que nada sabia do que havia sido feito para conduzir as entrevistas com os participantes. A pesquisadora em questão estava tendo um relacionamento com Zimbardo, na época do experimento, e foi  casada com ele até a morte de Zimbardo em 2024.
Dentre todas as 50 pessoas que visitaram a "prisão", a única pessoa que questionou a ética de tal experimento foi ela.
O experimento, que havia sido planejado para durar duas semanas, durou apenas seis dias.
O processo de desindividualização leva a uma perda de responsabilidade pessoal, que é a visão reduzida das consequências de suas ações, que enfraquece os controles com base em culpa, vergonha, medo, bem como aqueles que inibem a expressão do comportamento destrutivo. Desindividualização implica, portanto, uma sensação diminuída de si mesmo e identificação, e uma maior sensibilidade para as metas e as ações tomadas pelo grupo: o indivíduo pensa, em outras palavras, que suas ações são parte daquelas cometidas pelo grupo.